# Szákisz Ruvász
Szákisz Ruvász (görög betűkkel: Σάκης Ρουβάς; 1972. január 5., Korfu) görög popénekes. Születési neve Anasztásziosz Ruvász (Αναστάσιος Ρουβάς). A Szákisz nevet énekesi karrierje kezdetén vette fel. Emellett dolgozott modellként, televíziós műsorvezetőként és színészként is.
Leginkább Görögországban és Cipruson ismert, de Európa más területein és Észak-Afrikában is ismerik. Országában az egyik legjobban elismert előadó, akinek az összes eddig megjelent albuma legalább aranylemez lett.

## Életrajz

### Karrier
A szomszédos országokban az 1990-es közepétől vált ismertté. Nemzetközi hírnevet akkor szerzett, amikor 2002-ben a Desmond Child kiadóval dolgozott együtt. A szélesebb közönség először a 2004-es Eurovíziós Dalfesztiválon ismerhette meg, ahol Shake It című számával harmadik helyezést ért el. A 2006-os versenyen, Athénban már mint műsorvezető vett részt. 2005-ben megkapta a Word Music Award „Best-Selling férfi előadóművész” díját. Ezt a díjat a görög történelemben előtte csak két ember kaphatta meg. 2009-ben ismét benevezett az Eurovíziós Dalfesztiválra, ekkor hetedik helyezést ért el This Is Our Night című dalával.

## Diszkográfia

### Stúdióalbumok
- 1991: Szákisz Ruvász (Σάκης Ρουβάς)
- 1992: Min Andisztékesze (Μην Aντιστέκεσαι)
- 1993: Ja Széna (Για Σένα)
- 1994: Aíma, Dákria & Idrótasz (Αίμα, Δάκρυα & Ιδρώτας)
- 1996: Tóra Arhízun Ta Díszkola (Τώρα Αρχίζουν Τα Δύσκολα)
- 1998: Káti Apó Ména (Κάτι Από Μένα)
- 2000: 21osz Akatálilosz (21ος Ακατάλληλος)
- 2002: Óla Kalá (Όλα Καλά)
- 2003: To Hróno Sztamatáo (Το Χρόνο Σταματάω)
- 2005: Sz' ého Erotefthí (Σ' έχω Ερωτευθεί)
- 2006: Ipárhi Agápi Edó (Υπάρχει Aγάπη Eδώ)
- 2008: Írthesz (Ήρθες)
- 2009: This is our night
- 2010: Paráfora (Παράφορα)